# 洪鈁
洪鈁，盛京将軍管轄区奉天府人，中華民國官員。

## 生平
早年事蹟不詳，至1931年1月起，他任張學良副總司令行營秘書處機要室主任，由於洪鈁與張學良關係密切，因此其回憶成為研究九一八事變前後史事的重要史料，包括張氏在九一八前一直因傷寒一直於北京協和醫院休養；洪鈁見證蔣中正於九一八事變前夕傳達電報予張學良，指示他以不抵抗政策應對日軍侵華之舉等。
1941年4月，洪鈁任遼寧省政府主任秘書，但由於當時遼寧全省處於滿洲國治下，因此只是名義上的任命。1945年10月，洪鈁被任命為松江省政府委員兼秘書長。1947年11月，在時任松江省政府主席關吉玉辭職後，他任代理主席，至1948年4月周福成繼任為止。1948年，他當選為行憲國民大會邊疆民族代表。东北行辕下设的东北敌伪事业资产统一接收委员会结束后，设东北敌伪产业处理局负责善后，局长洪钫，隶属于东北剿总。
此後，目前並沒有資料記載洪鈁之後的動向，但他至少於1960年仍然在世。

### 書籍
- 劉国銘主編. . 团結出版社. 2005. ISBN 7-80214-039-0.

| 前任：關吉玉 | 松江省政府主席（代理）1947年11月 - 1948年4月 | 繼任：周福成 |